# Richard Mohr

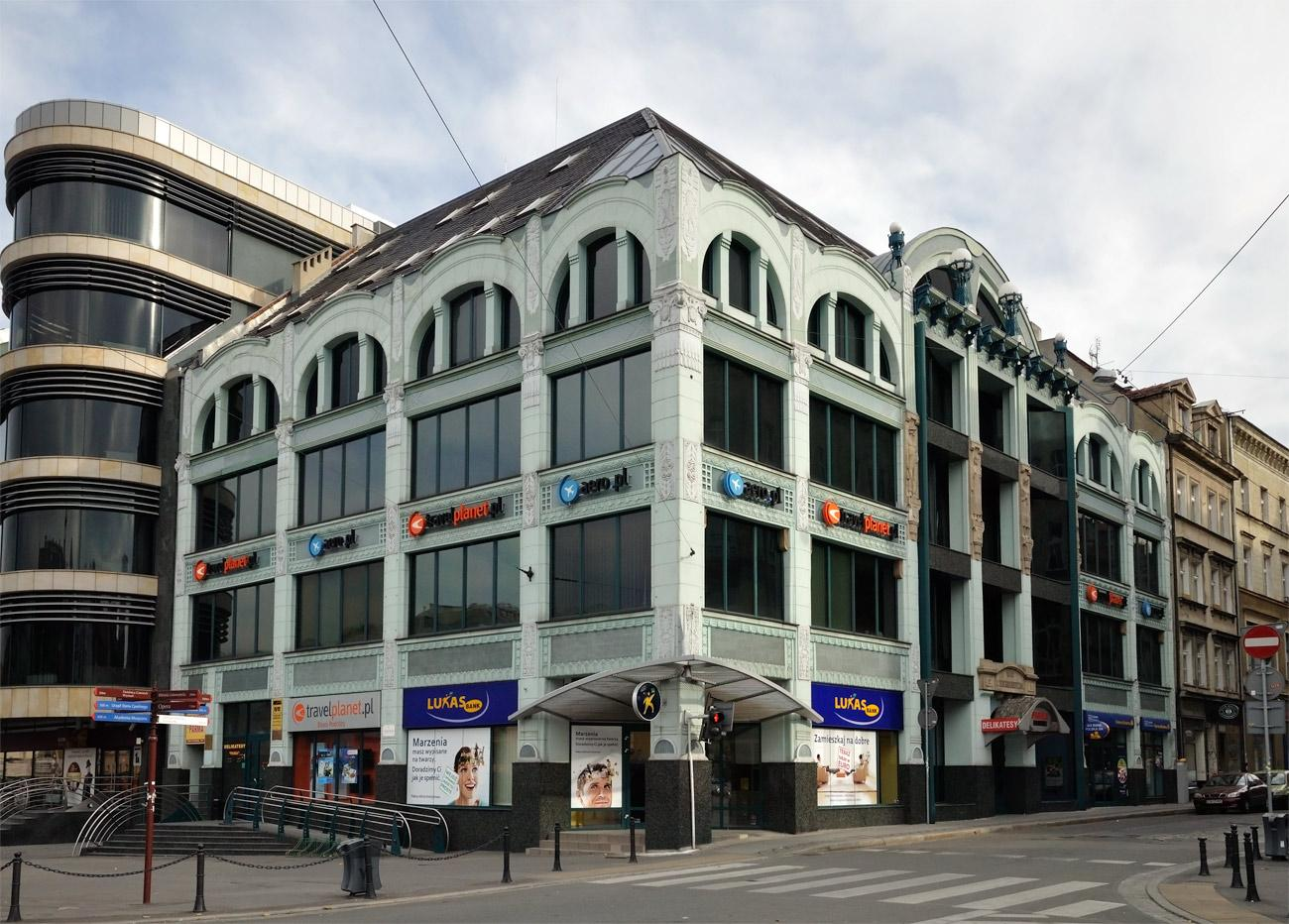
Dom Towarowy „Reussenhof” firmy Maksa Goldsteina

Richard Mohr (ur. 8 września 1874 w Jeleniej Górze, zm. ?) – niemiecki architekt tworzący przed rokiem 1945 we Wrocławiu.

## Życiorys
Mohr był członkiem BDA – Niemieckiego Związku Architektów, na początku XX w. należał obok Conrada Helbiga, Richarda i Paula Ehrlichów, Herberta Erasa i Ericha Graua do najbardziej wziętych wrocławskich architektów projektujących jednorodzinne domy mieszkalne, luksusowe wille, kamienice dochodowe, czy domy towarowe na zlecenie zamożniejszych mieszkańców Wrocławia. Styl w jakim tworzył ewoluował stopniowo podążając wraz z panującymi trendami od historyzmu i elementów stylu rodzimego nawiązującego do tradycyjnej wiejskiej architektury Śląska poprzez secesję aż po modernizm. Do jego najważniejszych realizacji na terenie Wrocławia zalicza się m.in.:
- 1905 – willa przy ul. Wiosennej 7
- 1905 – willa przy ul. Ulanowskiego 4
- 1905 – willa przy ul. Racławickiej 11/13
- 1906-07 – secesyjno-eklektyczny dom towarowy „Reussenhof” firmy Maksa Goldsteina przy ul. Ruskiej 11/12 (obecnie biurowiec)
- 1908 – kamienica przy pl. Powstańców Śl. 18
- 1912 – siedziba loży masońskiej „Hermann zur Beständigkeit” przy pl. Muzealnym 18
- 1925-27 – rozbudowa pralni i farbiarni W. Kellinga przy ul. Krakowskiej 180

## Literatura
- Rafał Eysymontt, Jerzy Ilkosz, Agnieszka Tomaszewicz, Jadwiga Urbanik (red.): Leksykon architektury Wrocławia. Wrocław: Via Nova, 2011. Brak numerów stron w książce
- Hanna Górska: Wrocławska drewniana architektura szkieletowa. Wrocław: Muzeum Miejskie Wrocławia, 2014. Brak numerów stron w książce